# Forța aparentă
În fizică o forță aparentă sau forță fictivă este o forță care în mod observabil nu este aplicată din exterior asupra unui corp, dar este evidențiată observabil prin efecte fizice identice celor generate de o forță în virtutea legilor mecanicii, deci aparent există o forță care generează efectele observate.
Forța aparentă este de două tipuri:
- forță aparentă inerțială, sau de inerție, generată ca reacțiune la acțiunea unei forțe reale exterioare, în virtutea conservării impusului în sistemul de referință propriu al corpului aflat în mișcare relativă;
- forță aparentă cinematică, sau de mișcare, generată ca forță în virtutea conservării impulsului, existent datorită mișcării relative, dintre corp și un sistem de referință neinerțial, generată în acest sistem neinerțial, care poate fi ales arbitrar.

## Forța aparentă inerțială
Un observator imobil situat în centrul unui sistem în rotație și rotindu-se odată cu un corp cu masă grea, legat de centru la o distanță r, va constata că acest corp stă fată de el nemișcat. Deci poate trage concluzia că asupra corpului nu acționează nici o forță. Dar suprimând legătura va constata că acest corp totuși se pune în mișcare radial. Deci observatorul este totuși obligat să admită, conform legilor mecanicii, că asupra corpului acționează o forță. Această forță este forța centrifugă, care este o forță aparentă inerțială, deoarece se datorează inerției corpului cu masă grea.

## Forța aparentă cinematică
Un observator imobil într-un sistem de referință inerțial privind un corp cu masă grea, care fată de el stă imobil, poate trage concluzia, conform legilor mecanicii, că asupra corpului nu acționează nici o forță. Dar observatorul punând-se în mișcare rectilinie accelerată el va constata, conform principiului mișcării relative, că corpul se mișcă fată de el rectiliniu și accelerat. Deci observatorul este totuși obligat să admită, conform legilor mecanicii, că asupra corpului acționează o forță. Această forță se numește forța Euler, care este o forța aparentă cinematică, deoarece se datorează mișcării relative accelerate.
Deosebirea dintre cele două tipuri se poate face prin observarea corpului în mișcare relativă, luând în considerare deformabilitatea sa.
- în primul caz, forma corpului suferă o deformare în direcția forței;
- în al doilea caz, forma corpului rămâne nemodificată, cel puțin în mecanica clasică.

Considerând un corp deformabil, acesta suferă în primul caz o deformare a formei sale, pe când, în al doilea caz forma corpului rămâne nedeformată.
O bilă deformabilă cu formă de sferă, se deformează în primul caz, luând forma unui elipsoid (minge de rugby), pe când în al doilea caz forma sa sferică rămâne nemodificată sferică. 
În Teoria relativității restrânse corpul suferă o deformare în ambele cazuri, în cel dinamic și în cel cinematic, datorită transformării de coordonate Transformare Lorentz.